# Гіпотеза ефективного ринку
Гіпотеза ефективного ринку (англ. efficient market hypothesis, EMH) — гіпотеза, згідно з якою вся суттєва інформація негайно і повною мірою відбивається на ринковій курсовій вартості цінних паперів: ринок є ефективним щодо деякої інформації, якщо вона відразу і повністю відбивається в ціні активу, що робить цю інформацію непотрібною для отримання надприбутків. Гіпотеза була сформульована американським економістом Юджином Фама.
Розрізняють слабку, середню і сильну форми гіпотези ефективного ринку:
- Слабка форма ефективності, при якій вартість ринкового активу повністю відображає минулу загальнодоступну інформацію, що стосується даного активу (перш за все по динаміці курсової вартості та обсягах торгівлі фінансовим активом);
- Середня форма ефективності, при якій вартість ринкового активу повністю відображає не тільки минулу, але й поточну публічну інформацію (звіти компаній, виступи державних службовців, аналітичні прогнози тощо);
- Сильна форма ефективності, при якій вартість ринкового активу повністю відображає всю інформацію — минулу, публічну і внутрішню (інсайдерську, яка відома вузькому колу осіб у силу службового становища, або інших обставин).